# Taor (Zelenikovo)
Taor (en macédonien Таор) est un village du nord de la Macédoine du Nord, dans la municipalité de Zelenikovo. Le village comptait 152 habitants en 2002. Il est connu pour ses gorges du Vardar ainsi que pour le site archéologique de Tauresium, une ville antique qui a vu naître l'Empereur byzantin Justinien. Il se trouve à 20 kilomètres au sud-est de Skopje.

## Démographie
Lors du recensement de 2002, le village comptait :
- Macédoniens : 151
- Autres : 1

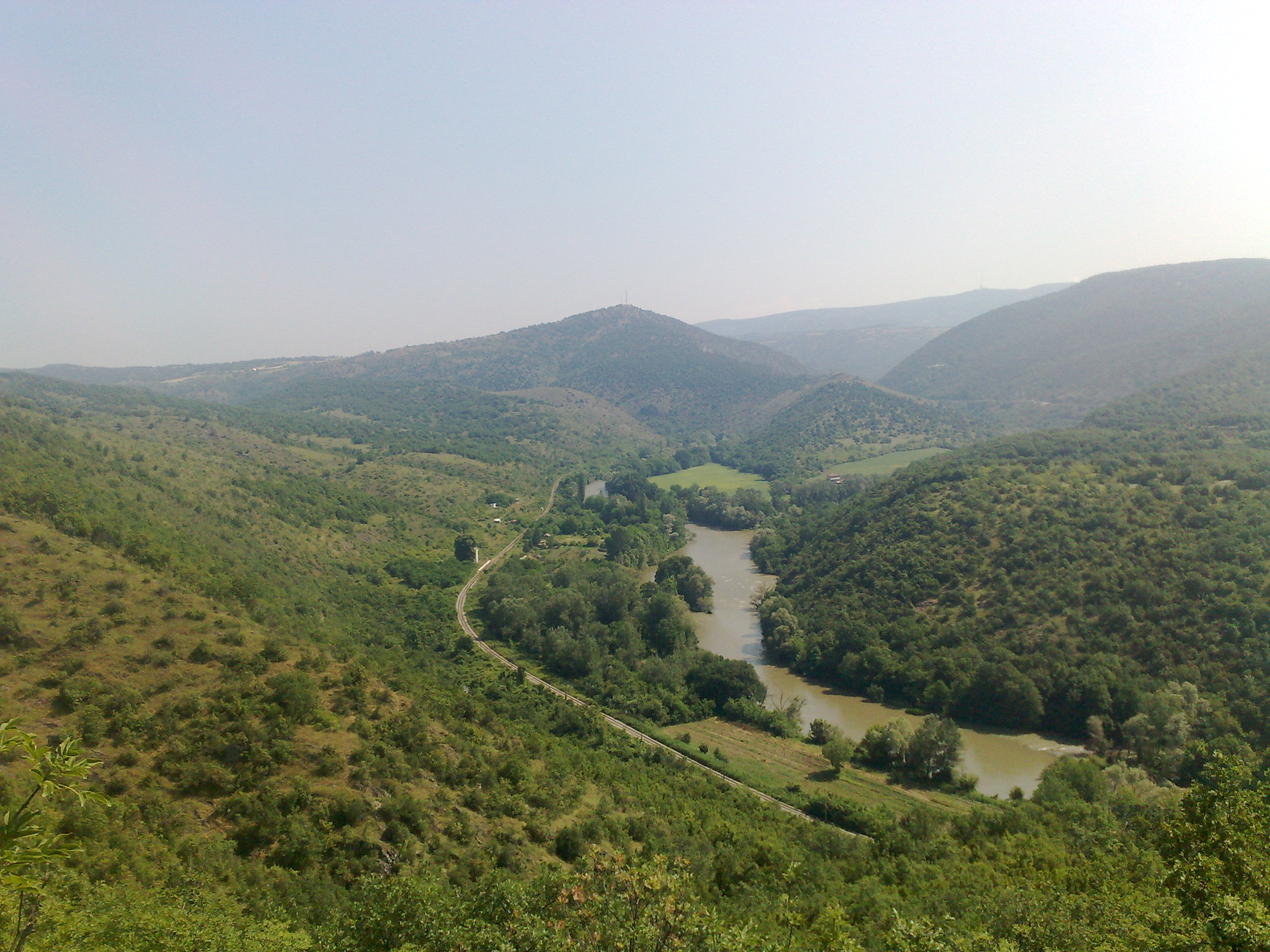
Le Vardar à Taor
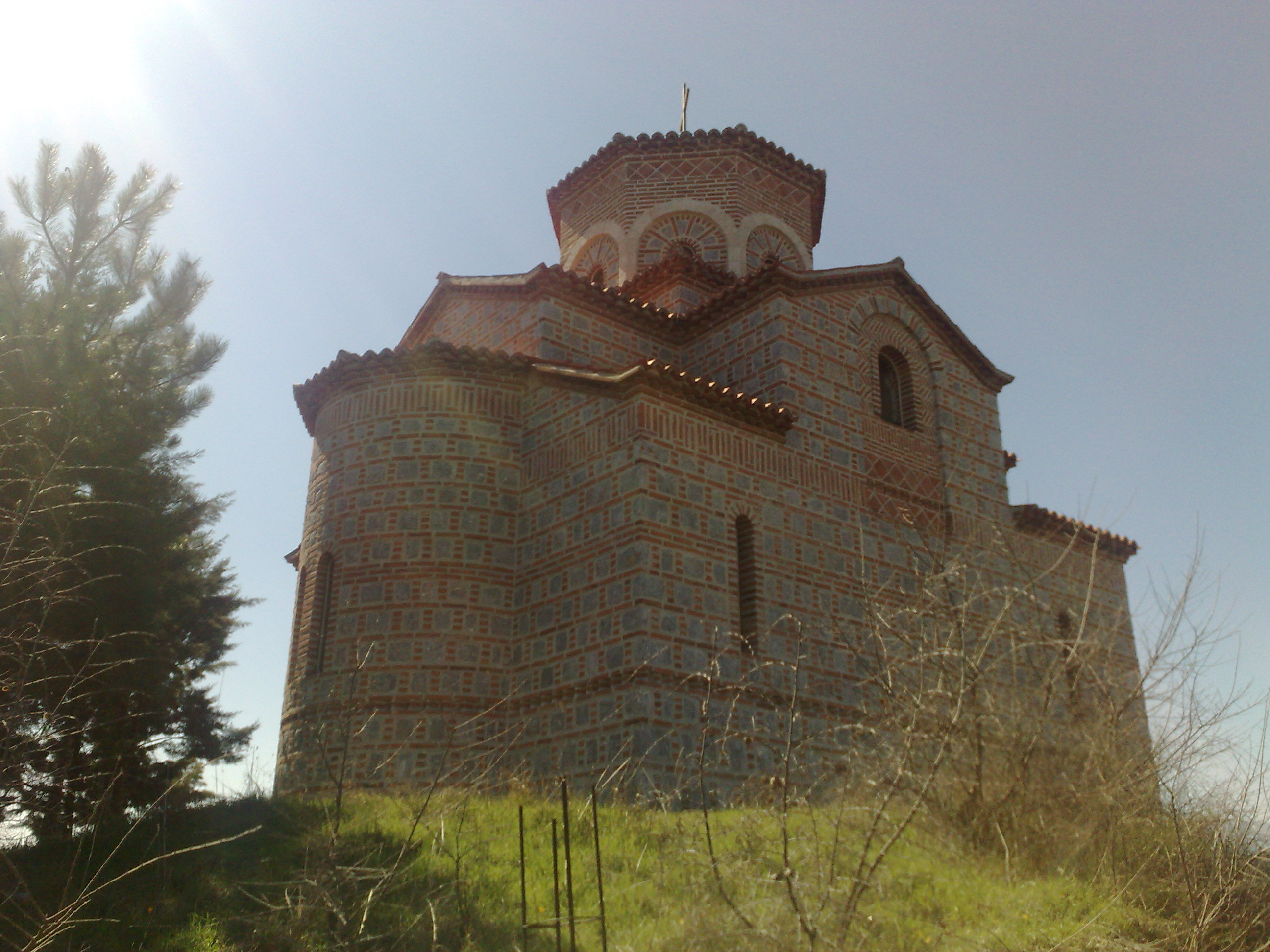
L'église Saint-Élie
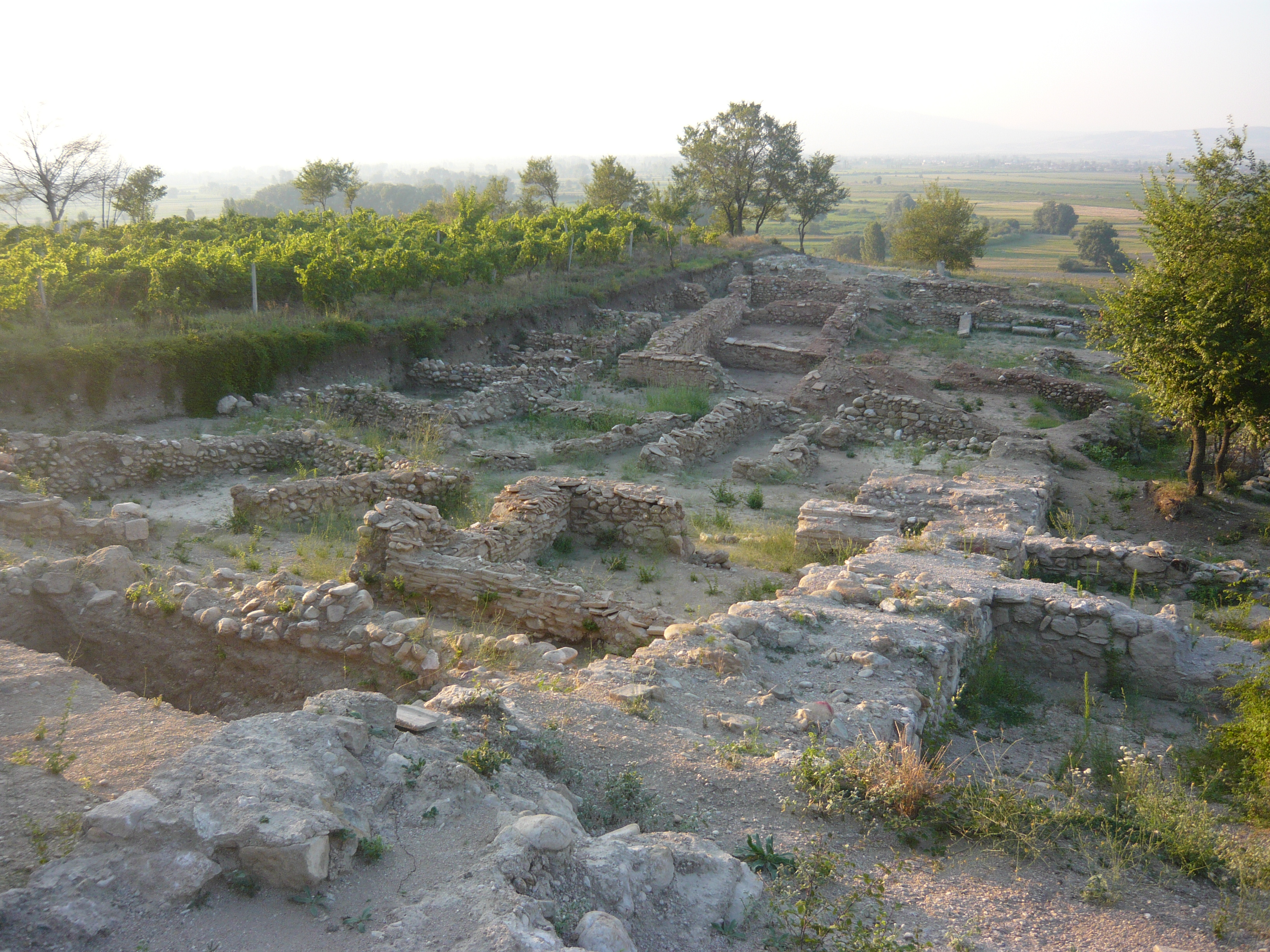
Les ruines de Tauresium